# Longville (Minnesota)
Longville es una ciudad ubicada en el condado de Cass en el estado estadounidense de Minnesota. En el Censo de 2010 tenía una población de 156 habitantes y una densidad poblacional de 70,2 personas por km².

## Geografía
Longville se encuentra ubicada en las coordenadas 46°59′15″N 94°12′43″O / 46.98750, -94.21194. Según la Oficina del Censo de los Estados Unidos, Longville tiene una superficie total de 2.22 km², de la cual 2.17 km² corresponden a tierra firme y (2.21%) 0.05 km² es agua.

## Demografía
Según el censo de 2010, había 156 personas residiendo en Longville. La densidad de población era de 70,2 hab./km². De los 156 habitantes, Longville estaba compuesto por el 100% blancos, el 0% eran afroamericanos, el 0% eran amerindios, el 0% eran asiáticos, el 0% eran isleños del Pacífico, el 0% eran de otras razas y el 0% pertenecían a dos o más razas. Del total de la población el 0% eran hispanos o latinos de cualquier raza.